# Parkműsor
A Parkműsor (eredeti cím: Regular Show) 2010 és 2017 között vetített amerikai televíziós számítógépes animációs szitkom, amelyet J. G. Quintel alkotott. A sorozat eredetileg egy próbaepizódnak készült és a Cartoon Network The Cartoonstitute műsorában kapott helyet 2008-ban. Egy évvel később zöld utat kapott és 2010-ben megkezdődött a sikeres gyártás.
Amerikában 2010. szeptember 3-án mutatták be. Magyarországon 2011. november 26-án mutatta be a Cartoon Network.

## Szereplők

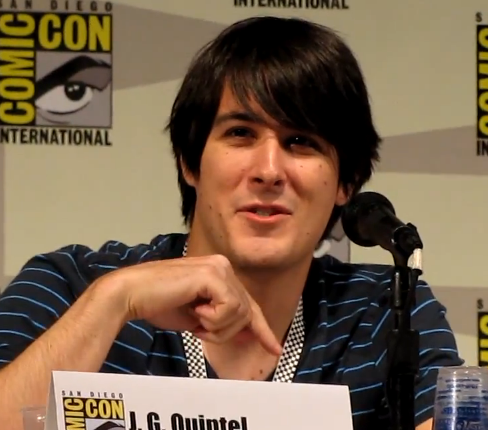
A sorozat megalkotója, J. G. Quintel

### Főszereplők
| Szereplő                    | Eredeti hang                                     | Magyar hang      |
| --------------------------- | ------------------------------------------------ | ---------------- |
| Mordecai                    | J. G. Quintel                                    | Rajkai Zoltán    |
| Rigby                       | William Salyers                                  | Csőre Gábor      |
| Benson Dunwoody             | Sam Marin                                        | Markovics Tamás  |
| Pops Maellard               | Sam Marin                                        | Seszták Szabolcs |
| Mitchell „Tuskó” Sorenstein | Sam Marin                                        | Bolla Róbert     |
| Skips Quippenger            | Mark Hamill                                      | Faragó András    |
| Pacsiszellem                | Jeff Bennett (1. évad) J. G. Quintel (2-8. évad) | Faragó József    |

### Mellékszereplők
| Szereplő                        | Eredeti hang                                       | Magyar hang                                                                 |
| ------------------------------- | -------------------------------------------------- | --------------------------------------------------------------------------- |
| Margaret Smith                  | Janie Haddad-Tompkins                              | Kiss Eszter                                                                 |
| Eileen Roberts                  | Minty Lewis                                        | Dögei Éva                                                                   |
| Starla Gutsmandottir-Sorenstein | Courtenay Taylor                                   | Kokas Piroska                                                               |
| William                         | Alastair Duncan (1. hang) Ed Begley Jr. (2. hang)  | Mihályi Győző                                                               |
| Hilary                          | Jennifer Hale (1. hang) Katey Sagal (2. hang)      | Bertalan Ágnes                                                              |
| Sherm                           | William Salyers (1. hang) Eddie Pepitone (2. hang) | Csőre Gábor (1. hang) Horváth-Töreki Gergely (2. hang)                      |
| Barbera                         | Courtenay Taylor (1. hang) Ali Hills (2. hang)     | Vámos Mónika (1. hang) Mohácsi Nóra (2. hang)                               |
| Celia                           | Zosia Mamet                                        | Sipos Eszter Anna                                                           |
| Thomas                          | Roger Craig Smith                                  | Vári Attila                                                                 |
| Frank Smith                     | Roger Craig Smith                                  | Barabás Kiss Zoltán (1. hang) Petridisz Hrisztosz (2. hang)                 |
| Vagányszellem                   | Roger Craig Smith                                  | Kossuth Gábor (1. hang) Czető Roland (2. hang)                              |
| Francis Jablonski               | Roger Craig Smith                                  | Dolmány Attila                                                              |
| Simon                           | Roger Craig Smith                                  | Berkes Bence                                                                |
| Mikey                           | Roger Craig Smith                                  | Baráth István                                                               |
| ifj. Garrett Bobby Ferguson     | Roger Craig Smith                                  | Schneider Zoltán                                                            |
| Éjjeli Bagoly                   | Roger Craig Smith                                  | Magyar Bálint                                                               |
| Nincs szabály ember             | Roger Craig Smith                                  | Varga Rókus                                                                 |
| Internet                        | Roger Craig Smith                                  | Varga Rókus                                                                 |
| Jan                             | Andrew Daly                                        | Varga Rókus                                                                 |
| Anti-Pops                       | Robert Englund                                     | Varga Rókus                                                                 |
| Sensai                          | Sam Marin                                          | Bácskai János                                                               |
| Garrett Bobby Ferguson          | Sam Marin                                          | Barabás Kiss Zoltán (1. hang) Petridisz Hrisztosz (2. hang)                 |
| Chong                           | Sam Marin                                          | Bognár Tamás                                                                |
| Klorgbane                       | Troy Baker                                         | Bognár Tamás                                                                |
| Dr. Langer                      | Troy Baker                                         | Rosta Sándor                                                                |
| Cloudy-Jane                     | Linda Cardellini                                   | Ősi Ildikó                                                                  |
| Susan                           | April Stewart                                      | Ősi Ildikó                                                                  |
| Jackie Carmichael               | Jennifer Hale                                      | Ősi Ildikó                                                                  |
| Mr. Maellard                    | David Ogden Stiers                                 | Pálfai Péter                                                                |
| Doug                            | Roger Craig Smith                                  | Kossuth Gábor                                                               |
| Nagy Fej                        | Robin Atkin Downes                                 | Kossuth Gábor                                                               |
| Gareth „Gary”                   | Robin Atkin Downes                                 | Pál Tamás                                                                   |
| Blitz Comet                     | Tyler, the Creator                                 | Pál Tamás                                                                   |
| Kosárlabdaisten                 | Carl Weathers                                      | Pál Tamás                                                                   |
| Doug McFarland                  | Andrew Kishino                                     | Pál Tamás                                                                   |
| Mitsuru Shinehara               | Andrew Kishino                                     | Bodrogi Attila                                                              |
| Halál                           | Julian Holloway                                    | Barabás Kiss Zoltán (1. hang) Bácskai János (2. hang) Varga Gábor (3. hang) |
| Donald „Don”                    | Julian Dean                                        | Renácz Zoltán (1. hang) Vincze Gábor Péter (2. hang)                        |
| Archie                          | John Cygan                                         | Zámbori Soma (1. hang) Varga Gábor (2. hang)                                |
| Frank Jones                     | John Cygan                                         | Kapácsy Miklós                                                              |
| szőke hajú fiú                  | Mark Hamill                                        | Kapácsy Miklós                                                              |
| varázsló                        | Mark Hamill                                        | Várday Zoltán                                                               |
| Warlock                         | James Hong                                         | Várday Zoltán                                                               |
| Dr. Henry                       | Armin Shimerman                                    | Várday Zoltán                                                               |
| Buttonwillow McButtonwillow     | Armin Shimerman                                    | Szokol Péter                                                                |
| Gene                            | Kurtwood Smith                                     | Szokol Péter                                                                |
| RGB2                            | Sam Marin                                          | Szokol Péter                                                                |
| Az idő apja                     | Alan Sklar                                         | Vass Gábor                                                                  |
| Dr. Dome                        | Roger Craig Smith                                  | Koncz István                                                                |
| Carter                          | Steven Blum                                        | Koncz István                                                                |
| Techmo                          | Steven Blum                                        | Barabás Kiss Zoltán                                                         |
| John Sorrenstein                | Steven Blum                                        | Bácskai János                                                               |
| Pam Dunwoody                    | Ali Hillis                                         | Vámos Mónika (1. hang) Solecki Janka (2. hang)                              |
| Del Hanlon                      | Rich Sommer                                        | Szabó Máté                                                                  |
| Peeps                           | Richard McGonagle                                  | Dézsy Szabó Gábor                                                           |
| Jack Farley                     | Mark Hamill                                        | Barbinek Péter                                                              |
| testépítő                       | Jeff Bennett                                       | Csankó Zoltán                                                               |
| Parti Pete                      | Jeff Bennett                                       | Juhász Zoltán                                                               |
| Kávébab                         | S. Scott Bullock (1. hang) Sam Marin (2. hang)     | Czető Roland                                                                |
| Aiden Jablonski                 | Ben Diskin                                         | Czető Roland                                                                |
| Hector                          | Andres Salaff                                      | Schneider Zoltán                                                            |
| Quips                           | Matt Price                                         | Simonyi Balázs (1. hang) Galbenisz Tomasz (2. hang)                         |
| Chance Sureshot                 | Matthew Mercer                                     | Barabás Kiss Zoltán (1. hang) Dézsy Szabó Gábor (2. hang)                   |
| Recap robot                     | Matthew Mercer                                     | Joó Gábor                                                                   |
| Fogpiszkás Sally                | Vanessa Marshall                                   | Nádasi Veronika                                                             |
| Rawls ezredes                   | D. C. Douglas                                      | Törköly Levente                                                             |
| Earl                            | Feodor Chin                                        | Vida Péter                                                                  |

### Magyar változat
A szinkront a Turner Broadcasting System megbízásából az SDI Media Hungary készítette.
- Felolvasó: Bozai József
- Magyar szöveg: Borsiczky Péter
- Hangmérnök: Schuták László
- Vágó: Pilipár Éva, Wünsch Attila, Göblyös Attila
- Gyártásvezető: Németh Piroska
- Szinkronrendező: Faragó József
- Produkciós vezető: Németh Napsugár

További magyar hangok:
- Bácskai János – Roger, idős Bruce Rock, Wes, használtáru-kereskedő, Az egyik űrhajós, Robotmedve (2. hang)
- Barabás Kiss Zoltán – Jack, Russel, Gino, felügyelő (Éjjeli Bagoly Múzeum), parkőr, szőkevezér
- Baráth István – Dave (2. hang)
- Barbinek Péter –  Jones
- Bertalan Ágnes – Lolliföld őrzője
- Bodrogi Attila – tolmács (1. hang), Chip
- Bognár Tamás – John, ausztrál buszvezető, egyik építőmunkás
- Bolla Róbert – unikornis
- Borbíró András – reklámbeli gyerek
- Császár András – fiú a Fal-haver reklámban
- Csifó Dorina – Roxy
- Csík Csaba Krisztián – Jimmy (durcás gyerek)
- Csuha Lajos – bróker, harmonikás, Grántotta-pincér, Dr. Matthews
- Czető Roland – tehetségkutató műsorvezetője, szomorú szaxofonos
- Dolmány Attila – Keith
- Endrédi Máté – Jeremy
- Farkasinszky Edit – Joanne Hanatronic
- Fehér Péter – Ezüst manus
- Fehérváry Márton – helikopterpilóta, tudós
- Fekete Zoltán – Sár-mánia vezetője, Bob Karpett
- Gacsal Ádám – Joel
- Galambos Péter – Havi-Mami Magazin egyik munkatársa
- Galbenisz Tomasz – Bert Coleman
- Halasi Dániel – rögbi játékos
- Harcsik Róbert – Steffen
- Hermann Lilla – Fi
- Holl Nándor – tolmács (2. hang), Costello
- Horváth-Töreki Gergely – Ted Nelson
- Izsóf Vilmos — Hanatronic nagypapa
- Jakab Csaba – Buliló igazgató
- Joó Gábor – ausztrál bennszülött, petíciós fiú
- Juhász Zoltán – Greg
- Kajtár Róbert – jegyárus (Koffeinadta koncertjegyek), utcai újságolvasó
- Kapácsy Miklós – egyik Esküvő csóróknak-versenyző, ausztrál boltos, Jimmy farmer, motoros, Chaz McCallister, Dean igazgató úr, orvos, Maury Moto
- Kassai Ilona – Victoria, idős hölgy
- Kertész Péter – fülbíró
- Kisfalvi Krisztina – Blu-Ray
- Kossuth Gábor – Dave (1. hang), Yuji, egyik Boldog szülinapot!-versenyző, Királysági ügyész, bowlingpálya vezetője, vádló, állatmenhely recepciósa, sorban álló fiú, VG
- Kökényessy Ági – dolgozó az okmányirodában
- Laurinyecz Réka – Droid fejvadász
- Láng Balázs – fiú a 80-as évekbeli parkban, Dale, Iacedrom
- Lippai László – Spacey McSpaceTree
- Maday Gábor – Kyle Garrity, parkpingáló
- Magyar Bálint – Azinger, egyik szőke, az Ütők vezére, Donnie G, Amadeus Martinez, Ace Balthazar, HD DVD
- Makay Andrea – A mindent látó
- Markovics Tamás – unikornis
- Mohácsi Nóra – Diane
- Moser Károly – fülügyvéd
- Orosz István – Herb, Tuskó papa, bázisparancsnok
- Ősi Ildikó – nővér, Kessler, kajafutamot megnyitó hölgy
- Pap Katalin – Jackie Carmichael
- Papucsek Vilmos – Thomas (baba), Barry, Craig
- Pálfai Péter – WC-árus, Jared Polaski
- Pál Tamás – Chad
- Pekár Adrienn – Kai
- Péter Richárd – Videójáték bolt tulajdonos
- Pipó László – napszemüveges fiú, Jimmy (Antianyag-kezelő), pincér a kínai étteremben
- Potocsny Andor – Anti-Pops katona, lovag
- Pupos Tímea – egyik lány a társkeresőről, Ölelő-tündérek
- Renácz Zoltán – szarvas-íjász, vérborz, Tik-Tak-Taco büfése, Jimmy (raktáros), egyik pizzafutár, az Éjjeli Bagoly Múzeum egyik őre
- Rosta Sándor – Das Coolest boltvezetője
- Sági Tímea – Demel-ishun
- Schneider Zoltán – Reginald, a Boldog szülinapot! megalkotója, szendvics
- Seder Gábor – Dante, gyerek a Videójáték-verseny reklámjában
- Simonyi Réka – másik lány a társkeresőről
- Solecki Janka – Sheena, Daphne Gonzalez, diáklány, Monica Ellingson, Jessica
- Sótonyi Gábor – Zaxon, Hot-Dog Főnök
- Stern Dániel – férfi a Videójáték-verseny reklámban
- Straub Martin – Timmy
- Szabó Andor – csavargó
- Szabó Máté – Alpha Dog
- Szatory Dávid –  Buliló
- Szokolay Ottó – idős járókelő, Mr. Meallard egyik vendége
- Szokol Péter – TV, Benny Harris, Kevin, Manetti, egyik ütős, Duncan Flex, Verj át kétszer! robotgyakornoka , eladó a műszaki cikk-áruházban
- Szvetlov Balázs – sorban álló fiú a társasjáték-üzlet előtt
- Törköly Levente – Reginald, kocsimanók vezére, fiatal Bruce Rock, kukás
- Tarján Péter – Ausztrália elnöke
- Turi Bálint – az óriásbébik vezére
- Várday Zoltán – Murphy tanár úr, Király-vagányszky bíró, Raymond, Grántotta lovag, Dr. Rolard Baumengartner
- Varga Gábor – Vadőr, Garázsajtó-árus
- Varga Rókus – Telefonbetyár, galériavezető, rivális park őre, egyik zingó, lovag vásárló, iskolai tanár, kommentátor, Sztékuniverzum reklámjának bemondója, Szárnykirály főszakácsa
- Varga Tamás – Spanszint őrzöje
- Vári Attila – Ygbir
- Várkonyi András – John Silverman
- Vida Péter – Agy, Lopórobot, rémálom idegen
- Vincze Gábor Péter – Havi-Mami Magazin másik munkatársa, a tejpróba egyik teljesítője
- Zámbori Soma – DJ Donny G

## Epizódok
| Évad | Évad               | Epizódok    | Eredeti sugárzás     | Eredeti sugárzás    | Magyar sugárzás                | Magyar sugárzás                |
| Évad | Évad               | Epizódok    | Évadbemutató         | Évadzáró            | Évadbemutató                   | Évadzáró                       |
| ---- | ------------------ | ----------- | -------------------- | ------------------- | ------------------------------ | ------------------------------ |
|      | Kísérleti epizódok | 2           | 2005                 | 2006                | Nem jelent meg Magyarországon. | Nem jelent meg Magyarországon. |
|      | Próbaepizód        | Próbaepizód | 2009. augusztus 14.  | 2009. augusztus 14. | 2012. május 19.                | 2012. május 19.                |
|      | 1.                 | 12          | 2010. szeptember 6.  | 2010. november 22.  | 2011. november 26.             | 2012. január 14.               |
|      | 2.                 | 28          | 2010. november 29.   | 2011. augusztus 22. | 2011. december 4.              | 2012. május 20.                |
|      | 3.                 | 40          | 2011. szeptember 9.  | 2012. szeptember 3. | 2012. augusztus 20.            | 2015. október 31.              |
|      | 4.                 | 40          | 2012. október 1.     | 2013. augusztus 12. | 2013. június 7.                | 2015. október 31.              |
|      | 5.                 | 40          | 2013. szeptember 2.  | 2014. augusztus 14. | 2014. április 26.              | 2014. december 12.             |
|      | 6.                 | 31          | 2014. október 9.     | 2015. június 25.    | 2015. március 30.              | 2016. április 30.              |
|      | 7.                 | 39          | 2015. június 26.     | 2016. június 30.    | 2016. július 11.               | 2016. október 30.              |
|      | Film               | Film        | 2015. november 25.   | 2015. november 25.  | 2016. január 16.               | 2016. január 16.               |
|      | 8.                 | 31          | 2016. szeptember 26. | 2017. január 16.    | 2017. február 6.               | 2017. október 31.              |

## Betétdalok
A sorozat sok részében előfordulnak betétdalok. Ezek vagy híres számok (Holding Up for a Hero), vagy kevésbé híresek, vagy olyanok, amelyeket kizárólag a sorozatnak készítettek (Party Tonight).
- Koffein adta koncertjegyek: Loverboy – Working for the Weekend
- Halálöklös: Joe Esposito – You're The Best Around
- Grillezett sajtbaj: The Thompson Twins – Lies
- Mordecai és a Rigbyk: Sean Szeles – Party Tonight
- A mamám: Poison – Nothing But A Good Time
- Tiszteld a rekordert!: New Kids on the Block – Hangin’ Tough
- Túl a csúcson: Ljubljana Symphony Orchestra - Requiem K.626 Dies Irae
- Első nap a parkban: Kenny Loggins – I’m Alright
- A videó királyai: Pat Benatar – Hit Me With Your Best Shot
- Karaoke-balhé: Twisted Sister – We’re Not Gonna Take It és Kenny Loggins – Footlose
- Zsákolj!: Filter - Hey Man, Nice shot
- A Benson-buli: Mountain – Mississippi Queen
- Skips és a technológia átka: The Beach Boys – I Get Around
- Grántotta: Bonnie Tyler – Holding Out for a Hero
- A nagy nyertes: Jurgen Schlacter - The Big Laugh
- A világ legjobb hambija: Leo Delibes - The Flower Duet
- Puccos étterem: Antonio Vivaldi, Capella Istropolitana, Takako Nishizaki - Violin Concerto
- Nehéz ajándék: Simple Minds - Don't you (Forget About Me)